# Fairport Harbor
Fairport Harbor ist ein Village in Lake County im US-Bundesstaat Ohio. Der Ort liegt an der Mündung des Grand River in den Eriesee. Die Bevölkerung bestand im Jahr 2000 aus 3180 Einwohnern.

## Geographie und Stadtbild
Durch seine günstige Lage an der Flussmündung des Grand Rivers in den Eriesee, verfügt der Ort über mehrere Häfen im Bereich des Flusses sowohl im Fluss als auch im Eriesee, die heute noch teilweise gewerblich genutzt werden. Da das Land flach ist, war es möglich die Straßen von Fairport im typischen nordamerikanischen rechtwinkligen Straßenraster in Nord-Süd und Ost-West-Richtung anzulegen. Der Untergrund der Gegend besteht aus dem Sand und Kies des Grand Rivers, der hier ein schwach ausgebildetes Flussdelta geformt hat. Geprägt ist der Ort durch Lagerplätze an den Ufern und einigen Industriebrachen. Große Bereiche der Uferlinie nehmen Liegeplätze für Boote und Yachten ein. Die bekanntesten Sehenswürdigkeiten Fairports sind zwei historische Leuchttürme, Fairport Harbor West Breakwater Light mit Nebelhorn von 1925 und den älteren Turm Grand River Light aus dem Jahr 1871, der heute ein Museum beherbergt.

## Demographische Angaben
Nach der letzten umfangreichen Erhebung des US Census Bureaus im Jahr 2000 bestand die Bevölkerung aus 3180 Einwohnern. 99,9 % der Bevölkerung sind europäischstämmig (US-Durchschnitt 75,1 %), 49 Familien (5,9 %) lebten 1999 unter der Armutsgrenze (US-Durchschnitt 9,2 %), das jährliche durchschnittliche Einkommen eines Haushalts betrug 32.205 $ (US-Durchschnitt 41.994 $) und 85 Bewohner Fairports im Jahr 2000 (2,7 %) waren Ausländer (US-Durchschnitt 11,1 %).